# Frequency (serie televisiva)
Frequency è una serie televisiva statunitense del 2016 trasmessa dal 5 ottobre 2016 al 25 gennaio 2017 sul canale The CW. La serie è stata cancellata l'8 maggio 2017; cinque giorni dopo, è stato pubblicato un epilogo della serie.
La serie è ispirata al film Frequency - Il futuro è in ascolto del 2000, scritto da Toby Emmerich, che è accreditato nei titoli come autore del film su cui si basa la serie.
In Italia, la serie è andata in onda dal 18 aprile all'11 luglio 2017 su Premium Crime. In chiaro viene trasmessa dal 30 aprile 2018 in seconda serata sul 20.

## Trama
Raimy Sullivan, detective della polizia di New York nel 2016, scopre che è in grado di parlare con il padre Frank Sullivan, un altro poliziotto morto nel 1996, grazie ad una radio ad onde corte. Così, Raimy è in grado di ricostruire il rapporto con suo padre, creduto corrotto nel momento della sua morte. Con la sua nuova relazione, Raimy e Frank iniziano a lavorare insieme in un caso di omicidio che rimane irrisolto da decenni e che si intreccia con le vite dei genitori di Raimy. Ogni tentativo di modificare il passato e di risolvere l'omicidio porterà a nuove modifiche agli eventi futuri.

## Personaggi e interpreti

### Principali
- Detective Raimy Sullivan, interpretata da Peyton List, doppiata da Benedetta Degli Innocenti
- Francis "Frank" Sullivan, interpretato da Riley Smith, doppiato da Stefano Crescentini
- Julie Sullivan, interpretata da Devin Kelley, doppiata da Ilaria Latini
- Detective Satch Reyna, interpretato da Mekhi Phifer, doppiato da Simone Mori
- Capitano Stan Moreno, interpretato da Anthony Ruivivar, doppiato da Andrea Lavagnino
- Gordo, interpretato da Lenny Jacobson, doppiato da Gabriele Sabatini
- Daniel Lawrence, interpretato da Daniel Bonjour, doppiato da Lorenzo De Angelis

### Ricorrenti
- Giovane Raimy, interpretata da Ada Breker, doppiata da Chiara Fabiano
- Mike Rainey, interpretato da Sandy Robson
- Piccolo Jay Garza, interpretato da Brad Kelly
- Maya Gowan, interpretata da Alexandra Metz, doppiata da Joy Saltarelli
- Thomas Goff, interpretato da Michael Charles Roman, doppiato da Stefano Brusa
- Marilyn Goff, interpretata da Melinda Page Hamilton, doppiata da Alessandra Korompay
- Giovane Meghan, interpretata da Britt McKillip, doppiata da Barbara De Bortoli
- Deacon Joe, interpretato da Kenneth Mitchell, doppiato da Stefano Alessandroni
- Detective Kyle Moseby, interpretato da Rob Mayes, doppiato da Marco Vivio

## Episodi
| Stagione       | Episodi | Prima TV USA | Prima TV Italia |
| -------------- | ------- | ------------ | --------------- |
| Prima stagione | 13      | 2016-2017    | 2017            |

## Produzione
Nel novembre 2014, venne annunciato che Jeremy Carver avrebbe prodotto una serie TV reboot basata sul film Frequency - Il futuro è in ascolto. L'autore del film Toby Emmerich ha ricoperto il ruolo di produttore. Il Pilot per NBC è stato ordinato nel gennaio 2016 e la prima trasmissione ha avuto luogo ii 5 ottobre 2016. La serie è stata cancellata l'8 maggio 2017; cinque giorni dopo, è stato pubblicato un epilogo della serie.